# Carmen Marietta Neumayr
Carmen Marietta Neumayr (* September 1965 in München) ist eine bayerische Volksschauspielerin. 

## Biographie
Seit ihrem 15. Lebensjahr steht Carmen Marietta Neumayr in den verschiedensten Rollen auf der Bühne. Über ihre Rollen bei der Bayrischen Komödie hinaus spielte sie mit Olf Fischer (dem Vater des Komödienstadel), Katharina de Bruyn, Marianne Lindner, Georg Einerdinger, Ossi Eckmüller, Hans Kraus und Kurt Schmidtchen auf Tournee. Auftrittsorte waren die Münchner Volkskomödie, das Berchtesgadener Bauerntheater und Peter Steiners Theaterstadl; durch ihre Rollen in verschiedenen TV-Produktionen bei Super RTL, RTL und ZDF, sowie durch die Fernsehserien „Zwei Münchner in Hamburg“ und „Die Filserbriefe“ wurde sie deutschlandweit bekannt.

## Mitwirkungen
Theaterproduktionen, in denen sie maßgeblich mitwirkte

### 1982–1995 Bayerische Komödie Produktionen
- 1982: Die Braut aus Texas
- 1985: Küsse im Dunkeln
- 1986: Der ewige Spitzbua
- 1987: Die Entwöhnungskur
- 1991: Die schleichende Gesundheit
- 1995: Der Urlaubstausch

### 1984–1984 Oberbayrisches Bauerntheater am Tegernsee Produktionen
- 1984: Glück auf der Alm

### 1996–2000 Peter Steiner Theater Produktionen
- 1996: Liebe macht blind
- 1996: Seine Majestät der Kurgast
- 1996: Der verjüngte Jakob
- 1997: Vorsicht Bräutigam
- 1997: Zwei Brüder auf Brautschau
- 1997: Mit Küchenbenutzung
- 1997: Ein Jüngling namens Opa
- 1997: Alte Liebe rostet nicht
- 1997: Das verräterische Foto
- 1997: Liebesnacht am Lindenhof
- 1997: Eheferien
- 1997: Kathi die Saudirn
- 1998: Das Heiratsfieber
- 1998: Die falsche Pfarrersköchin
- 1998: Die Dorfgockelparade
- 1998: Das damische Duo
- 1998: Drunter und Drüber
- 1998: Der Wast’l wird’s scho richt’n
- 1998: Die Liebestropfen
- 1998: Der letzte Christbaum
- 2000: Die Jugendsünde

### 1998–2008 Bayerisches Podium Theater Produktionen
- 1998: Sturm im Maßkrug
- 2000: Schwindeln konnst du
- 2001: Ausgerechnet du
- 2001: Die pfiffige Ursch'l
- 2001: Die Entwöhnungskur
- 2001: Der Finderlohn
- 2002: Bitte keine Blumen
- 2002: Das rosarote Briefpapier
- 2003: Rache ist süß
- 2003: Der Trauminet
- 2003: Die bucklige Verwandtschaft
- 2004: Jedem die Seine
- 2004: Der ewige Spitzbua
- 2004: Der ledige Großvater
- 2004: Ein Sechser für'n Seitensprung
- 2004: Gangsterjagt am Moserhof
- 2005: Der sündige Jakob
- 2005: Der flotte Jonathan
- 2005: Spanglerblut
- 2006: Eusebia räumt auf
- 2006: s'narrische Alter
- 2006: Wann die Liab net war
- 2006: Bunter Abend
- 2007: Jessas die Tante
- 2007: Texas Tom
- 2008: Jäger ist nicht gleich Jäger
- 2008: Die Stiegelbräuwirtin